# Aglia eumense
Aglia eumense är en fjärilsart som beskrevs av Gomez-bustillo 1980. Aglia eumense ingår i släktet Aglia och familjen påfågelsspinnare. Inga underarter finns listade i Catalogue of Life.